# Эскамбия (округ, Флорида)
Эска́мбия (англ. Escambia county) — округ штата Флорида Соединённых Штатов Америки. На 2000 год в нем проживало 294 210 человек. По оценке бюро переписи населения США в 2010 году население округа составляло 297 619 человек. Окружным центром является Пенсакола.

## История
Округ Эскамбия сформирован 21 июля 1821 года. Своё название он унаследовал от реки Эскамбия (англ. Escambia River), протекающей по округу.

## География
Округ расположен на крайнем северо-западе штата Флорида. Граничит с флоридским округом Санта-Роза (на востоке), алабамскими округами Эскамбия (на севере) и Болдуин (на западе).  На юге омывается водами Мексиканского залива; включает в себя часть барьерного острова Санта-Роза.

## Население
Население округа по данным переписи 2010 года составляет 297 619 человек.
Расово-этнический состав: белые – 68,9%; афроамериканцы – 22,9%; азиаты – 2,7%; коренные американцы – 0,9%; народы Океании – 0,1%; представители других рас – 1,3%; представители двух и более рас – 3,2%.
Возрастная структура: до 18 лет – 21,6%; от 18 до 24 лет – 13,0%; от 25 до 44 лет – 24,2%; от 45 до 64 лет – 26,8% и более 65 лет – 14,4%. По сравнению с переписью 2000 года наблюдается "старение" населения.
На каждые 100 женщин приходится 98,6 мужчин.
Динамика роста населения:
- 1930:   53 594 чел.
- 1940: 	74 667	чел.
- 1950: 	112 706 чел.
- 1960: 	173 829 чел.
- 1970: 	205 334 чел.
- 1980: 	233 794 чел.
- 1990: 	262 798 чел.
- 2000: 	294 410 чел.
- 2010: 	297 619 чел.